# Барбурош, Руслан
Русла́н Барбуро́ш (рум. Ruslan Barburoş; 15 ноября 1978, Кишинёв, Молдавская ССР, СССР — 29 января 2017, Кишинёв, Молдавия) — молдавский футболист, выступавший на позиции нападающего, дважды становился лучшим бомбардиром чемпионата Молдавии.

## Биография
Футбольную карьеру начал в 1994 году в клубе «Агро». В сезоне 2000/01, выступая за клубы «Шериф», «Агро» и «Хайдукул», забив наравне с Давидом Муджири 17 мячей, стал лучшим «снайпером» Национального дивизиона. Был признан лучшим нападающим в Молдавии по итогам 2001 года. В следующем сезоне в составе «Шерифа», снова забил 17 голов и стал лучшим бомбардиром чемпионата. В 2003 году перешёл в «Тирасполь», в составе которого за два с половиной сезона забил 15 мячей.
С 2005 года выступал за клубы низших дивизионов Молдавии. В сезоне 2009/10 в составе «Костулен» одержал победу в Дивизионе «А» и ненадолго вернулся в национальный дивизион, сыграв осенью 2010 года 8 матчей и забив один гол. В 2011 году перешёл в клуб «Крикова» Дивизиона «Б» зоны «Центр».
Всего за карьеру в высшем дивизионе Молдавии забил 95 голов.
Являлся играющим тренером клуба по пляжному футболу «Джокер».
Был найден мёртвым в собственной квартире.

## Достижения

### Командные
- Чемпион Молдавии: 2001, 2002, 2003
- Обладатель Кубка Молдавии: 2001, 2002

### Личные
- Лучший бомбардир Молдавии: 2001, 2002
- Лучший нападающий Молдавии: 2001[4]